# Замок Тандрагі
Замок Тандрагі (англ. Tandragee Castle) — один із замків Ірландії, розташований у графстві Арма. Замок був побудований у 1837 році на місці більш давніх оборонних споруд VI герцогом Манчестером як ірландську резиденцію цієї аристократичної англійської родини. Герцог Манчестер придбав ці землі та маєтки внаслідок шлюбу з Міллісент Спарроу (1798—1848).
Під час британської колонізації Ольстера замок Тандрагі став власністю сера Олівера Сент-Джона — лорда-депутата Ірландії. Він відбудував давній замок Тандрагі — давній оплот ірландського клану О'Ханлон. Під час ірландського повстання за незалежність 1641 року клан О'Ханлон спробував спробував повернути собі свої землі та свій замок. У результаті боїв замок перетворився в повні руїни і таким і лишався протягом наступних 200 років.
Замок і земля Тандрагі були продані X герцогом Манчестерським (що народився в маєтку Тандрагі) в 1950-х роках. Замок купив містер Ганчінсон — бізнесмен із Тандрагі. Замок був відреставрований, нині там розташований офіс фірми, яка займається переробкою картоплі. Біля замку є поле для гольфу.